# ليونتين فان مورسل
ليونتين فان مورسل (Leontien van Moorsel) هي لاعبة أولمبية لرياضة ركوب الدراجات من هولندا. شاركت في الأولمبياد الصيفي في 2000–2004، وفازت بما مجموعه 6 ميداليات.

## الميداليات
| ذهب | فضة | برونز | المجموع |
| 4   | 1   | 1     | 6       |

## روابط خارجية
- ليونتين فان مورسل على موقع أرشيف الدراجات (الإنجليزية)
- ليونتين فان مورسل على موقع إحصائيات الدراجات الإحترافية (الإنجليزية)
- ليونتين فان مورسل على موقع CycleBase (الإنجليزية)
- ليونتين فان مورسل على موقع اللجنة الأولمبية الدولية (الإنجليزية)
- ليونتين فان مورسل على موقع أوليمبيديا (الإنجليزية)
- ليونتين فان مورسل على موقع اللجنة الأولمبية الهولندية (الهولندية)